# Рудинская (Шенкурский район)
Рудинская — деревня в Шенкурском районе Архангельской области. Входит в состав муниципального образования «Ровдинское».

## География
Деревня расположена в южной части Архангельской области, в таёжной зоне, в пределах северной части Русской равнины, в 40 километрах на юг от города Шенкурска, на левом берегу реки Ваги. Ближайшие населённые пункты: на юге деревни Палыгинская и Тушевская. В непосредственной близости от деревни проходит автомобильная дорога федерального значения М8 «Холмогоры».
Часовой пояс
Рудинская, как и вся Архангельская область, находится в часовой зоне МСК (московское время). Смещение применяемого времени относительно UTC составляет +3:00.

## Население
| 2002 | 2010 | 2012 |
| ---- | ---- | ---- |
| 9    | ↘2   | ↘1   |

## История
Указана в «Списке населённых мест по сведениям 1859 года» в составе Шенкурского уезда(1-го стана) Архангельской губернии под номером «2034» как «Рудинская». Насчитывала 9 дворов, 46 жителей мужского пола и 51 женского.
В «Списке населенных мест Архангельской губернии к 1905 году» деревня Рудинская насчитывает 17 дворов, 81 мужчину и 88 женщин.  В административном отношении деревня входила в состав Устьпуйского сельского общества Ровдинской волости.
На 1 мая 1922 года в поселении 29 дворов, 60 мужчин и 95 женщин..